# Ščegetavček
Ščegetávček ali klítoris je nabrekljiv organ zunanjih ženskih spolovil in je najpomembnejša erogena cona pri ženski. 
Sestavlja ga notranji del - telo ščegetavčka in glavica, ki jo prekriva ščegetavčkova kožica.
Klitoris se nahaja približno 2 centimetra nad nožnično odprtino, približno tam, kjer se začnejo oziroma stikajo notranje (male) sramne ustnice. Ščegetavček ima enak embrionalni izvor kot moški spolni ud.
Klitorisi so različnih oblik in velikosti; nekatere ščegetavčkove glavice so komaj večje od bucikine glavice, druge pa lahko dosežejo tudi do dva centimetra. 

## Anatomija
Ščegetavček je zgrajen iz dveh krakov brecilnega tkiva (crus clitoridis), ki izvirata iz 
sramnice ter se nadaljujeta v kavernozni telesi klitorisa. Ščegetavček se konča v želodu podobno obliko - glansu klitorisa. V ščegetavčku se nahaja okoli 8000 živcev. Občutljiv ščegetavček ščiti ščegetavčkova kožica, ki iz malih sramnih usten prehaja na glans klitorisa in ga prekriva.

## Vloga
V ščegetavčku so prisotni številni živčni končiči, zato je zelo občutljiv na dotik. Pri večini žensk vodi stimulacija ščegetavčka do orgazma. Funkcija ščegetavčka je občutenje spolnega užitka.

## Zunanje povzave
Predstavnosti o temi Ščegetavček v Wikimedijini zbirki